# محمدحسین تمدن جهرمی
محمدحسین تمدن جهرمی (زاده ۱ دی ۱۳۰۴، جهرم – درگذشته ۲۶ اسفند ۱۳۹۱، تهران) چهره ماندگار اقتصاد ایران بود.
تحصیلات ابتدایی اش را در مدرسه اسلامی جهرم گذراند و دوره متوسطه را در دبیرستان نمازی شیراز طی کرد. وی در دوران تحصیل همواره از شاگردان ممتاز بود. به اصرار پدر رشته طب را پی می‌گیرد ولی با روحیه وی سازگار نیست و به ناچار انصراف داد و به رشته حقوق روی آورد. محمدحسین تمدن در سال۱۳۲۵ لیسانس حقوق اش را از دانشگاه تهران دریافت می‌کند و پس از فارغ‌التحصیلی حقوق تصمیم می‌گیرد تا برای دکترا درس بخواند. در همان سال‌ها به لندن می‌رود و آنجا به مدت یک سال تحصیل موفق به اخذ گواهی نامه در رشته مدیریت اقتصادی و اجتماعی شد. سپس به ایران بازگشت و وکالت را به عهده گرفت تا این که در سال ۱۳۳۹ در کنکور دکترای اقتصاد شرکت کرده و به انگلیس رفت.
محمدحسین تمدن به اقتصاد علاقه‌مند شده بود و دکترایش را با گرایش برنامه‌ریزی ادامه داد و رساله دکترایش را با مقایسه در نظام برنامه‌ریزی فرانسه و یوگسلاوی به انجام رساند. او پس از بازگشت در سال ۱۳۴۴ در تهران به استخدام مؤسسه توسعه و تحقیقات اقتصادی تهران به ریاست دکتر پیرنیا درآمد و مسئول بخش تحقیقات برنامه‌ریزی مؤسسه شد. استاد کهنه‌کار و پیر فرزانه اقتصاد ایران در همایش چهره‌های ماندگار مورد تقدیر و قدردانی قرار گرفت.
بابک امیرخسروی در زندگی نامهٔ سیاسی اش صفحهٔ ۱۲۴ می‌گوید: به جرئت می‌توانم بگویم، در میان ما هیچ‌کس به اندازهٔ محمد حسین تمدن، با دانش و مایهٔ تئوریک قوی یافت نمی‌شد و موضع درست و خلل ناپذیری در قبال نهضت ملی شدن صنعت نفت و دولت دکتر مصدق نداشت. تک تک ما به درجات گوناگون، از گفته‌ها و نوشته‌ها و صحبت‌های او متأثر بودیم. تمدن با آنکه انسانی بسیار فروتن، به ظاهر خجول و کم‌رو بود، ولی به هنگام بحث و گفت و گو به طرز شگفت‌آوری شجاع و سرسخت و در عقایدش استوار بود.

## تحصیلات رسمی و حرفه‌ای
- دیپلم علمی، ۱۳۲۱
- لیسانس حقوق از دانشگاه تهران، ۱۳۲۵
- دریافت گواهینامه مدیریت اقتصادی و اجتماعی، ۱۳۴۰ از لندن
- دکترای اقتصاد پس از شش سال تحصیل و تحقیق از دانشگاه لندن، ۱۳۴۴

## خاطرات و وقایع تحصیل
محمدحسین تمدن در مورد اشتیاقش به رشته حقوق و اقتصاد می‌گوید: 
«از دورانی که در دانشکده حقوق مشغول بودم کتاب‌های نشریات اقتصادی بویژه نوشته‌های اقتصاددانان به اصطلاح دگراندیش را مطالعه می‌کردم، ولی چون درس‌های اقتصادی ارائه شده در دانشکده نظرم را جلب نمی‌کرد، رشته قضایی را دنبال کردم. هنگامی که برای گذراندن یک دوره مطالعاتی یک ساله به مدرسه اقتصاد و علوم سیاسی لندن رفتم، تحت تأثیر زیربنای سخت و محکم این علم قرارگرفتم و تصمیم قطعی و حضور در این رشته را از همان زمان شروع کردم.»

## همسر و فرزندان
محمدحسین تمدن در مورد ازدواج خود با همسرش چنین می‌گوید: 
«در سال ۱۳۴۷ با همسرم فتانه میرکمالی آشنا شدم و ازدواج کردم. او مشوق فوق‌العاده‌ای برای انجام کارهای تحقیقاتی ام بود گرچه از پدرم، مادرم و خواهر بزرگم نیز کمک‌های فراوانی گرفته‌ام. در این سال‌ها به خاطر سختکوشی در رشته دلخواهم تصدیق می‌کنم که به همسرم آن طور که خواسته او بود نرسیده‌ام ولی او همواره یار و همراه من در سختی‌ها و ناخوشی‌های زندگی بود و نه تنها در مورد من فروتنی داشت، بلکه در مورد افراد دیگر فامیل نیز از هیچ‌کس مضایقه نمی‌کرد و همیشه دست یاریگری داشت.»

## سوابق و فعالیت‌های آموزشی
- عضو ایرانی دیوان بین‌الملل داوری بازرگانی(پاریس)، ۵ دوره سه ساله از سال ۱۳۶۵
- مدیریت گروه آموزشی اقتصاد سیاسی
- عضویت در هیئت ممیزه دانشگاه تهران در چندین دوره
- عضو هیئت علمی دانشکده اقتصاد و دانشیار اقتصاد دانشگاه تهران
- تدریس در دانشگاه‌های علامه طباطبایی، امام صادق، شهید بهشتی و تربیت مدرس

## آرا و گرایشهای خاص
به نظر او برای تجزیه و تحلیل وضع جاری و تدوین سیاست مؤثر نمی‌توان تنها به تئوری اقتصادی صرف تکیه داشت، بلکه لازم است علاوه بر کسب اطلاعات کامل و داده‌های آماری و شاخص‌های دقیق به جنبه‌ها و ابعاد دیگر جامعه ازجمله ابعاد حقوقی، سیاسی، جامعه شناختی و روان‌شناسی اجتماعی توجه کافی داشت. البته بهبود و توسعه جوامع بدون قانونمند شدن و استقرار نظام قضایی عادل و آشنا به مبانی و نیز همراه کردن افکارعمومی از راه تقویت مردم سالاری میسر نخواهدبود.

## جوائز و نشانها
- استاد ممتاز دانشگاه تهران، ۱۳۶۹ شناخته شد.
- از برگزیدگان چهره‌های ماندگار

## کتاب‌ها و مقالات
- روش تحقیق در اقتصاد
- روان‌شناسی اقتصادی
- منطق علوم اجتماعی (در دو بخش)
- اقتصاد کلان
- اقتصاد خرد
- نظام‌های اقتصادی
- آمار (سال اول سیاسی)
- سیاست و حکومت در کشورهای باختری (سال چهارم سیاسی)
- جامعه‌شناسی اقتصادی
- متدولوژی علم اقتصاد (در دو بخش)
- برنامه‌ریزی اقتصادی
- مسائل پیش‌بینی اقتصادی (کارشناسی ارشد)
- تجزیه و تحلیل اقتصادی (کارشناسی ارشد)
- اقتصاد بخش عمومی (در دو بخش)
- مالیه بین‌الملل
- مقاله ارتقای علم و فناوری و نقش جامعه علمی
- مقاله پیرامون مفاهیم علمی و فلسفه علم
- مقاله زمینه‌های عمده فعالیت علمی جیمز بوکانان
- مقاله ابوریحان بیرونی
- مقاله اقتصاد رفاه لیبرالیستی آیا وجود دارد؟